# ゲティア問題
ゲティア問題（英語: Gettier problem）は、認識論の分野でエドムント・ゲティアが提示した知識の定義に関する問題である。1963年に上梓した3ページの論文「正当化された真なる信念は知識か」（"Is Justified True Belief Knowledge?"）で、ゲティアはそれまで広く受け入れられていた知識のJTB説（正当化された真なる信念、justified true belief）に対する反例を提示した。

## 背景
この問題は、信念が知識であるための必要十分条件は何かというものである。
知識とは、正当化された真なる信念であるというのがプラトン以来の伝統であり、これを知識のJTB説と呼ぶ。知識のJTB説によれば、ある人物 S が命題 P を知っているのは、
1. P が真であり、
2. S は P が真であると信じており、
3. S の P が真であるという信念が正当化される[2]

ときかつそのときに限る。つまり、ある言明についてこの3つの条件（真、信念、正当化）が満たされていれば、その人物はこの言明の知識を持つとされる。
1963年の論文で、ゲティアはある言明に関する正当化された真なる信念を持ちながら、信念の根拠が偽であるため、言明の知識を持つことができない場合があることを2つの反例を通じて示した。

## 反例1

### 事案
- スミスとジョーンズは、ある会社の採用面接にきた。
- スミスは、「ジョーンズが採用され、かつ、硬貨が10枚ジョーンズのポケットに入っている」と信じるに足る理由を持つ。
- スミスは、この事実から「採用されるのは、硬貨が10枚ポケットに入っている者である」との命題を信じている。
- スミスは知らないことであるが、実際に採用されるのはスミスであり、かつ、スミスのポケットにも10枚の硬貨が入っていた。

### 検討
1. スミスは、「採用されるのは、硬貨が10枚ポケットに入っている者である」という命題を信じている。
2. 「採用されるのは、硬貨が10枚ポケットに入っている者である」という命題は真である。
3. スミスは、「ジョーンズが採用され、かつ、硬貨が10枚ジョーンズのポケットに入っている」という事実から「採用されるのは、硬貨が10枚ポケットに入っている者である」との命題を信じたのであるから、その命題を信じるに足る理由を持つ。

JTB説によれば、3つの条件を満たしているから、スミスは、「採用されるのは、硬貨が10枚ポケットに入っている者である」という命題についての知識を持っていると結論付けられるように思われるが、実際には、スミス自身は、「スミスのポケットにも10枚の硬貨が入っていた」ことを知らないのであるから、スミスは、この命題について知識を持っているとはいえない。スミスは、「ジョーンズが採用される」と誤って信じているのである。

## 反例2

### 事案
- ジョーンズは、スミスの記憶する限り、これまでずっとフォードを所有し、かつ、ジョーンズは、スミスにフォードでドライブに行かないかとちょっと前に誘ったばかりである。
- スミスは、これらの事実から「ジョーンズはフォードを所有している」という命題を信じた。
- スミスには、他に友人のブラウンがいるが、スミスは現在の彼の居場所を全く知らない。
- スミスは、遊びで、以下の三つの命題を作った。
  - ジョーンズはフォードを所有しているか、または、ブラウンはボストンにいるかのいずれかである。
  - ジョーンズはフォードを所有しているか、または、ブラウンはバルセロナにいるかのいずれかである。
  - ジョーンズはフォードを所有しているか、または、ブラウンは東京にいるかのいずれかである。
- スミスは知らないことだが、ジョーンズが乗っているのはレンタカーであって、フォードを所有していない。
- スミスは知らないことだが、ブラウンはバルセロナにいる。

### 検討
1. スミスは、「ジョーンズはフォードを所有している」との命題を信じ、スミスの作った3つの命題はいずれも「ジョーンズはフォードを所有している」との命題を含意するものであるから、3つの命題のいずれも信じている。
2. スミスが作った3つの命題のうちの1つである「ジョーンズはフォードを所有しているか、または、ブラウンはバルセロナにいるかのいずれかである」という命題は真である。
3. スミスは、「ジョーンズは、スミスの記憶する限り、これまでずっとフォードを所有し、かつ、ジョーンズは、スミスにフォードでドライブに行かないかとちょっと前に誘ったばかりである」という事実から、その命題を信じ、スミスの作った「ジョーンズはフォードを所有しているか、または、ブラウンはバルセロナにいるかのいずれかである」という命題は「ジョーンズはフォードを所有している」との命題を含意するものであるから、その命題を信じるに足る理由を持つ。

JTB説によれば、3つの条件を満たしているから、スミスは、「ジョーンズはフォードを所有しているか、または、ブラウンはバルセロナにいるかのいずれかである」という命題についての知識を持っていると結論付けられるように思われるが、実際には、スミス自身は、「ブラウンの現在の居場所を全く知らない」のであるから、スミスは、この命題について知識を持っているとはいえない。

## 影響
ゲティアの論文は大きな反響を呼んだ。
The Cow in the Fieldと呼ばれるシナリオでは、こうした信念の根拠が「事実上」不完全である状況が描き出されている。